# TSV 1860 Rosenheim
Der Turn- und Sportverein 1860 Rosenheim e. V., kurz TSV 1860 Rosenheim, ist ein Mehrspartensportverein aus der oberbayerischen Stadt Rosenheim mit den Abteilungen Basketball, Fußball, Leichtathletik, Schwimmen, Tennis, Rhythmische Sportgymnastik, Fechten, Fitness, Damengymnastik, KISS (Kindersportschule) und Triathlon.

## Geschichte
Der Verein wurde am 20. Oktober 1860 zunächst als Turnerfeuerwehr gegründet. Im darauffolgenden Jahr bildete sich innerhalb der Turnerfeuerwehr eine eigene Turnergemeinde. Beide Vereinigungen verschmolzen 1862 zur Freiwilligen Turnerfeuerwehr Rosenheim. Von 1873 an gingen die Feuerwehrleute und die Turner getrennte Wege und der Turnverein Rosenheim wurde aus der Taufe gehoben. Zur Turnabteilung kam 1919 eine Fußballabteilung hinzu, die im Zuge der reinlichen Scheidung unter dem Namen SSV Rosenheim selbständig wurde. Am 18. November 1933 vereinigten sich die beiden Vereine wieder. Nach Ende des Zweiten Weltkriegs wurde der Verein durch das Kontrollratsgesetz der alliierten Militärregierung aufgelöst. An seine Stelle trat 1946 als Sammlung aller Rosenheimer Sportvereine der ASV Rosenheim. 
Nachdem sich in den folgenden Jahren nach und nach die einzelnen Sportvereine wiedergegründet hatten, kam es im März 1950 zur Umbenennung des ASV Rosenheim in TSV 1860 Rosenheim. Ende 2014 stand der Verein mit Verbindlichkeiten in Höhe von einer halben Million Euro kurz vor der Insolvenz. Die Stadt Rosenheim löste dem Verein daraufhin das Erbbaurecht für die Grundstücke an der Jahnstraße frühzeitig ab und kaufte mit dem Rasenspielfeld und der Laufbahn zwei Sportanlagen. Im Jahr 2016 begann eine komplette Umstrukturierung des Vereins sowie die endgültige finanzielle Gesundung. Mit ca. 1900 Mitgliedern ist der Verein einer der Größten in der Stadt Rosenheim.

## Fußball

### Geschichte
Die Fußballabteilung des TSV 1860 Rosenheim ist seit Anfang der 1960er Jahre eine der konstanten Kräfte im oberbayerischen Fußball. 1960 gelang erstmals der Aufstieg in die I. Amateurliga Südbayern, dem der sofortige Abstieg folgte. Seit 1963 spielt der Verein – mit zweijähriger Unterbrechung – in den Verbandsligen des Bayerischen Fußball-Verbandes, darunter von 1976 bis 1982 und dann noch einmal in den Saisonen 1995/96 und 1997/98 in der Bayernliga. In der Saison 2008/09 konnte 1860 Rosenheim die Landesliga-Meisterschaft und somit erneut den Aufstieg in die Bayernliga feiern. In der Saison 2010/2011 ist der TSV 1860 Rosenheim als einzige bayerische Fußballmannschaft mit der U15, U17, U19 und der 1. Mannschaft in der Bayernliga vertreten. Die Saison 2011/2012 wurde mit dem erstmaligen Titelgewinn der Herrenmannschaft in der Bayernliga abgeschlossen, womit sich der Verein für die neugeschaffene Regionalliga Bayern qualifizierte. Dort hielt man sich bis zum Abstieg 2014. Nach dem Wiederaufstieg 2016 gelang in der Saison 2016/17 mit Rang 10 der Klassenerhalt. Nach zwei Abstiegen in der Saison 21/22 und 22/23 trat die Fußballabteilung erstmalig wieder in der Landesliga an. In der Saison 24/25 belegte der TSV 1860 Rosenheim den 10. Platz. Im Jahr 2024 integrierte der TSV 1860 Fußball das Deutsche Fußballinternat mit Sitz in Bad Aibling in den Nachwuchsbereich.
1999 gewann der Verein den Bayerischen Toto-Pokal und qualifizierte sich damit für die 1. Hauptrunde des DFB-Pokals. Dort unterlag die Mannschaft dem Zweitligisten FC St. Pauli mit 1:2. 2013 konnte der TSV 1860 Rosenheim durch ein 6:5 nach Elfmeterschießen gegen den Drittligisten Wacker Burghausen im heimischen Jahnstadion zum zweiten Mal den Bayerischen Toto-Pokal gewinnen und erreichte dadurch die 1. Hauptrunde des DFB-Pokals 2013/14, in der der TSV 1860 gegen den Zweitligisten VfR Aalen mit 0:2 verlor.
Der Verein betreibt intensive Jugend- und Nachwuchsarbeit, aus der unter anderem der spätere Kapitän der DFB-Nationalmannschaft Bastian Schweinsteiger sowie die Bundesligaspieler Julian Weigl, Thomas Broich, Florian Heller, Maximilian Nicu, Tobias Schweinsteiger, Peter Közle und Leonhard Haas hervorgingen.

### Erfolge
| Bayernliga (IV) - Meister: 2011/12 Landesliga Süd - Meister: (4) 1975/76 (IV), 1994/95, 1996/97 (V), 2008/09 (VI) - Vizemeister: 1965/66 (VI) 2. Amateurliga Oberbayern A (IV) - Meister: (2) 1959/60, 1962/63 Bezirksliga Oberbayern Ost (V) - Meister: 1971/72 | Bayerischer Pokal - Sieger: (2) 1998/99, 2012/13 - DFB-Pokal: (2) 1999/2000, 2013/14 |

## Leichtathletik
Aus der Leichtathletik-Abteilung gehen seit den 1970er Jahren große Talente hervor. Der Verein hat eine herausragende Rolle in der oberbayerischen Leichtathletik. Bester Leichtathlet in der Geschichte des Vereins war Günter Gobmeier. Er war in den 1970er Jahren aktiv und ist bis heute Dritter der Ewigen Bestenliste des BLV über 1000 m. Er hält die Kreisrekorde über 800 m (1:48.71; 1974), 1000 m (2:20.5; 1974) und 1500 m (3:46.6; 1975).
Andere erfolgreiche Athleten waren die Weitspringer Richard Horner und Jörg Rössler, der Mehrkämpfer Johann Buchner, die Sprinter Jörg Treffer, Ulrich Schreiber und Jonas Plass (Bronzemedaillengewinner bei den Leichtathletik-Europameisterschaften 2012) sowie der Senioren-Weltmeister Walter Schreiber. Dem allgemeinen Mitgliederschwund in der Leichtathletik fiel auch der TSV 1860 Rosenheim zum Opfer. 2024 wurde im Stadion an der Jahnstraße eine neue Tartanbahn aufgebracht. Seit 2017 ist ein deutlicher Mitgliederzuwachs in den jüngeren Altersgruppen zu verzeichnen.

## Tennis
Die 1. Mannschaft der Herren stieg 2016 in die 2. Bundesliga auf. Sie belegte in der Saison 2017 den 6. Platz und spielt auch 2018 wieder in der 2. Bundesliga. Seit der 2021 bestreitet die 1. Herrenmannschaft ihre Spiele in der 1. Bundesliga. Im Jahr 2024 belegte die Mannschaft Rang 4 in der Tabelle.